# Belarussischer Fußballpokal 2010/11
Der Belarussische Fußballpokal 2010/11 war die 20. Austragung des belarussischen Pokalwettbewerbs der Männer. Das Finale fand am 29. Mai 2011 im Traktar-Stadion von Minsk statt. Titelverteidiger BATE Baryssau schied im Achtelfinale gegen den FK Dinamo Brest aus. Pokalsieger wurde der FK Homel, der sich im Finale gegen den FK Njoman Hrodna durchsetzte.

## Modus
Im Gegensatz zur Liga wurde der Pokal im Herbst-Frühjahr-Rhythmus ausgetragen. Bis zum Achtelfinale wurden die Begegnungen in einem Spiel ausgetragen. Bei unentschiedenem Ausgang wurde zur Ermittlung des Siegers eine Verlängerung gespielt. Stand danach kein Sieger fest, folgte ein Elfmeterschießen. Ab dem Viertelfinale wurden die Sieger in Hin- und Rückspiel ermittelt. Der Pokalsieger qualifizierte sich für die UEFA Europa League.

## Teilnehmende Teams
| Wyschejschaja Liha (14) | Perschaja Liha (14) | Druhaja Liha (14) | Amatarskaja Liha (6)                                                        |
| --- | --- | --- | --------------------------------------------------------------------------- |
| - BATE Baryssau - Belschyna Babrujsk - FK Dinamo Brest - FK Njoman Hrodna - Dnjapro Mahiljou - FK Minsk - FK Dinamo Minsk - Partizan Minsk - Naftan Nawapolazk - FK Schachzjor Salihorsk - FK Tarpeda Schodsina - FK Wizebsk | - FK Baranawitschy - Belcard Hrodna - Chimik Swetlahorsk - DSK Homel - FK Homel - FK Kamunalnik Slonim - FK Hranit Mikaschewitschy - SKVICh Minsk - FK Lida - FK Polazk - FK Rudsjensk - FK Slawija-Masyr - FK Smarhon - Wedrytsch-97 Retschyza - FK Weras Njaswisch - FK Wolna Pinsk | - FK Assipowitschy - FK Bjarosa-2010 - Liwadyja Dsjarschynsk - FK Haradseja - Homeltschyhuntras Homel - FK Kletschesk Klezk - FK Maladsetschna - FK Njoman Masty - FK Orscha - Spartak Schklou - Beltranshas Slonim - FK Schlobin - Sluzkzukar Sluzk - Swjasda BHU Minsk - Wihwam Smaljawitschy - Wertikal Kalinkawitschy | - FK Islatsch - Tarpeda-MAZ Minsk - FK Gasawik Wizebsk - Technolah Mahiljou |

## 1. Runde
Teilnehmer: 12 Mannschaften der zweiten Liga, 16 Teams aus der dritten Liga und 4 Amateurvereine, die sich über den regionalen Pokal qualifiziert hatten. Die unterklassigen Teams hatten Heimrecht.
| Datum      |                               | Ergebnis              |                             |
| ---------- | ----------------------------- | --------------------- | --------------------------- |
| 23.06.2010 | Homeltschyhuntras Homel (III) | 3:2                   | FK Kletschesk Klezk (III)   |
| 23.06.2010 | Swjasda BHU Minsk (III)       | 0:3                   | FK Haradseja (III)          |
| 23.06.2010 | FK Orscha (III)               | 1:4                   | Sluzkzukar Sluzk (III)      |
| 23.06.2010 | Spartak Schklou (III)         | 1:3                   | FK Slawija-Masyr (II)       |
| 23.06.2010 | FK Schlobin (III)             | 1:6                   | Wedrytsch-97 Retschyza (II) |
| 23.06.2010 | FK Assipowitschy (III)        | 1:1 n. V. (5:4 i. E.) | Belcard Hrodna (II)         |
| 23.06.2010 | Liwadyja Dsjarschynsk (III)   | 0:1                   | FK Baranawitschy (II)       |
| 23.06.2010 | Wertikal Kalinkawitschy (III) | 1:2                   | FK Rudsjensk (II)           |
| 23.06.2010 | FK Gasawik Wizebsk (A)        | 2:3 n. V.             | FK Kamunalnik Slonim (II)   |
| 23.06.2010 | Tarpeda-MAZ Minsk (A)         | 0:7                   | FK Weras Njaswisch (II)     |
| 23.06.2010 | FK Islatsch (A)               | 0:2                   | Chimik Swetlahorsk (II)     |
| 23.06.2010 | Beltranshas Slonim (III)      | 0:1                   | FK Lida (II)                |
| 23.06.2010 | FK Bjarosa-2010 (III)         | 0:0 n. V. (3:5 i. E.) | SKVICh Minsk (II)           |
| 23.06.2010 | Wihwam Smaljawitschy (III)    | 0:1                   | FK Polazk (II)              |
| 23.06.2010 | FK Njoman Masty (III)         | 1:2                   | FK Smarhon (II)             |
| 24.06.2010 | Technolah Mahiljou (A)        | 1:4                   | FK Maladsetschna (III)      |

## 2. Runde
Teilnehmer waren die 16 Sieger der ersten Runde, die 12 Mannschaften der Wyschejschaja Liha 2010 und vier weitere Zweitligisten: DSK Homel, FK Homel, FK Hranit Mikaschewitschy und FK Wolna Pinsk. Die unterklassigen Teams hatten Heimrecht.
| Datum      |                               | Ergebnis              |                                |
| ---------- | ----------------------------- | --------------------- | ------------------------------ |
| 07.07.2010 | FK Baranawitschy (II)         | 0:3                   | BATE Baryssau (I)              |
| 17.07.2010 | FK Haradseja (III)            | 3:0                   | FK Hranit Mikaschewitschy (II) |
| 17.07.2010 | Homeltschyhuntras Homel (III) | 1:5                   | FK Njoman Hrodna (I)           |
| 17.07.2010 | FK Maladsetschna (III)        | 0:5                   | FK Homel (II)                  |
| 17.07.2010 | FK Weras Njaswisch (II)       | 0:3                   | FK Schachzjor Salihorsk (I)    |
| 17.07.2010 | FK Assipowitschy (III)        | 0:7                   | FK Wolna Pinsk (II)            |
| 17.07.2010 | Sluzkzukar Sluzk (II)         | 0:7                   | FK Minsk (I)                   |
| 17.07.2010 | Chimik Swetlahorsk (II)       | 2:3 n. V.             | FK Wizebsk (I)                 |
| 17.07.2010 | FK Polazk (II)                | 0:1                   | DSK Homel (II)                 |
| 17.07.2010 | FK Lida (II)                  | 1:3                   | Belschyna Babrujsk (I)         |
| 18.07.2010 | FK Kamunalnik Slonim (II)     | 2:0                   | FK Tarpeda Schodsina (I)       |
| 18.07.2010 | Wedrytsch-97 Retschyza (II)   | 0:2                   | FK Dinamo Brest (I)            |
| 18.07.2010 | FK Rudsjensk (II)             | 2:1                   | Dnjapro Mahiljou (I)           |
| 18.07.2010 | FK Slawija-Masyr (II)         | 0:1                   | Naftan Nawapolazk (I)          |
| 18.07.2010 | FK Smarhon (II)               | 1:2                   | FK Dinamo Minsk (I)            |
| 18.07.2010 | SKVICh Minsk (II)             | 1:1 n. V. (2:4 i. E.) | Partizan Minsk (I)             |

## Achtelfinale
Teilnehmer waren die 16 Sieger der zweiten Runde.
| Datum      |                             | Ergebnis              |                           |
| ---------- | --------------------------- | --------------------- | ------------------------- |
| 22.09.2010 | Naftan Nawapolazk (I)       | 4:2                   | FK Haradseja (III)        |
| 22.09.2010 | Belschyna Babrujsk (I)      | 2:1 n. V.             | FK Kamunalnik Slonim (II) |
| 22.09.2010 | FK Rudsjensk (II)           | 0:5                   | FK Homel (II)             |
| 22.09.2010 | FK Minsk (I)                | 3:1 n. V.             | DSK Homel (II)            |
| 22.09.2010 | FK Wizebsk (I)              | 1:1 n. V. (4:5 i. E.) | FK Njoman Hrodna (I)      |
| 22.09.2010 | FK Schachzjor Salihorsk (I) | 4:0 n. V.             | FK Wolna Pinsk (II)       |
| 27.10.2010 | Partizan Minsk (I)          | 1:0                   | FK Dinamo Minsk (I)       |
| 27.11.2010 | BATE Baryssau (I)           | 0:1                   | FK Dinamo Brest (I)       |

## Viertelfinale
| Datum          |                             | Gesamt |                       | Hinspiel | Rückspiel |
| -------------- | --------------------------- | ------ | --------------------- | -------- | --------- |
| 01./05.03.2011 | FK Schachzjor Salihorsk (I) | 3:2    | FK Dinamo Brest (I)   | 2:1      | 1:1       |
| 02./06.03.2011 | Belschyna Babrujsk (I)      | 2:1    | FK Minsk (I)          | 0:1      | 2:0       |
| 02./06.03.2011 | Partizan Minsk (I)          | 2:3    | FK Homel (II)         | 0:0      | 2:3       |
| 02./06.03.2011 | FK Njoman Hrodna (I)        | 3:1    | Naftan Nawapolazk (I) | 1:1      | 2:0       |

## Halbfinale
| Datum          |                        | Gesamt |                             | Hinspiel | Rückspiel |
| -------------- | ---------------------- | ------ | --------------------------- | -------- | --------- |
| 13./20.03.2011 | Belschyna Babrujsk (I) | 0:1    | FK Njoman Hrodna (I)        | 0:1      | 0:0       |
| 13./20.03.2011 | FK Homel (I)           | 4:2    | FK Schachzjor Salihorsk (I) | 2:1      | 2:1       |

## Finale
| Paarung          | FK Njoman Hrodna – FK Homel |
| Ergebnis         | 0:2 (0:0) |
| Datum            | 29. Mai 2011 |
| Stadion          | Traktar-Stadion, Minsk |
| Zuschauer        | 9.000 |
| Schiedsrichter   | Sjarhej Zynkewitsch |
| Tore             | 1:0 Pawel Rybak (87., Eigentor) 2:0 Alexandr Covalenco (90., Eigentor) |
| FK Njoman Hrodna | Sjarhej Tschernik – Andrej Horbatsch (66. Dsmitryj Lebedseu), Alexandr Covalenco, Pawel Plaskonny, Wital Nadsijeuski (90+1' Dsmitryj Kawaljonak) – Pawel Rybak, Wadsim Dsemidowitsch, Aljaksej Ljahtschylin (70. Pawel Sawizki), Aleh Strachanowitsch – Aljaksej Sutschkou, Viorel Frunză Cheftrainer: Aleksandr Koreschkow ( Russland) |
| FK Homel         | Uladsimir Buschma – Pawel Jawsejenka, Sjarhej Kanzawy, Andrei Stepanov, Mikalaj Kaschwuski – Jewgen Schmakow (90+3' Sjarhej Mazwejtschyk), Aljaksej Zimaschenka (77. Illja Aleksijewitsch), Sjarhej Kaseka, Artur Ljawizki – Ihar Stassewitsch, Jauhen Sueu (90. Ihar Kusmjanok) Cheftrainer: Aleh Kubareu                              |
| Gelbe Karten     | Aleh Strachanowitsch – Jewgen Schmakow |